# سیده زینب (شهر)
شهرِ سیده زینب (به عربی: السیدة زینب) یک شهر در سوریه است که در شهرستان مرکز ریف دمشق و در نزدیکی دمشق واقع شده‌است. برخی از زائرانِ شیعه برای زيارت حرم زینب بنت علی به این شهر می‌آیند.

## واژه‌شناسی
نامِ شهر از حرمی گرفته شده که مزارِ زینب دخترِ علی بن ابی‌طالب و فاطمه زهرا و نوهٔ محمد در آن قرار دارد. باورِ شیعه بر این است که حرم زینب کبری مزارِ زینب است.

## خصوصیات
سیده زینب ۱۳۶٬۴۲۷ نفر جمعیت دارد.